# Lino Lacedelli
Lino Lacedelli (* 4. Dezember 1925 in Cortina d’Ampezzo; † 20. November 2009 ebenda) war ein italienischer Bergsteiger. Zusammen mit Achille Compagnoni gelang ihm am 31. Juli 1954 die Erstbesteigung des K2. Die Expedition wurde geleitet von Ardito Desio.

## Biographie
Lacedelli machte seine ersten Klettererfahrungen, als er 14 Jahre alt war und ohne Wissen seiner Eltern heimlich einen der Cinque Torri bestieg. Die waghalsige Aktion, die er ohne Seil und klettertechnische Erfahrung vollzog, wurde zu Hause mit einigen Ohrfeigen bestraft, was ihn aber nicht von weiteren Klettereien abhalten konnte.
In der Nachkriegszeit hatte er sich mit einigen technisch schwierigen Klettertouren im Schwierigkeitsgrad VI bereits einen Namen gemacht. Als Bergführer und Mitglied der Klettergilde Scoiattoli konnte er sich vollständig der Kletterei widmen. 1951 gelang ihm zusammen mit Luigi Ghedina die Zweitbesteigung der von Walter Bonatti und Luciano Ghigo erstmals bestiegenen Ostwand der Grand Capucin im Mont-Blanc-Massiv. Er durchstieg die Wand in 18 Stunden, ohne biwakieren zu müssen. Bonatti und Ghigo hatten für die Erstbesteigung drei Tage benötigt. Ein Jahr später machte er erneut auf sich aufmerksam, als er die für unbesteigbar gehaltene Südwestwand der Cima Scotoni (Schwierigkeitsgrad VI+) in der Fanesgruppe in drei Tagen zusammen mit Guido Lorenzi bestieg.
1954 wurde er von Ardito Desio für die Gipfelseilschaft der K2-Expedition ausgesucht. Die Erstbesteigung, die ihn international berühmt machte, kostete ihn einen Daumen, der aufgrund von Erfrierungen amputiert werden musste. Der Verlust konnte ihn von der Kletterei nicht abhalten, so dass ihm danach trotz der Behinderung noch zahlreiche Erstbesteigungen insbesondere in den Ampezzaner Dolomiten gelangen.
Fünfzig Jahre nach der Erstbesteigung des K2 bestätigte Lacedelli in seinem 2004 veröffentlichten Buch die wichtige Rolle Walter Bonattis beim Gipfelsturm auf den K2 und beendete damit die seit 1954 anhaltenden Polemiken um den Wahrheitsgehalt des von Desio abgefassten und von Compagnoni und Lacedelli bestätigten offiziellen Expeditionsberichtes. In ähnlicher Weise hatte sich im gleichen Jahr auch eine vom Club Alpino Italiano eingesetzte Kommission geäußert.
2005 wurde er von Staatspräsident Carlo Azeglio Ciampi mit dem Großkreuz des Verdienstordens der Italienischen Republik ausgezeichnet.

## Schriften
- zusammen mit Giovanni Cenacchi K2: il prezzo della conquista. Mondadori, Mailand 2004, ISBN 88-04-53556-3.